# Піонтковський Юліан Іванович
Юліан Іванович Піонтковський (13 (25) лютого 1896 — 27 квітня 1940) — радянський льотчик-випробувач. 

## Біографія
Народився 13 лютого (25 лютого в новому стилі) 1896 року в Києві. 
У 1911 році закінчив школу міста, в 1914-ремісничому технікумі, в 1916 починає навчатися в школі авіаційних автомобілістів, в 1919 закінчує Московську авіаційну школу. 
В армії з 1915. Членом першої світової війни. 
Під час громадянської війни: 
- 1919 липня – 1920 січня-пілот, командир XIX повітряної ескадри (Західний фронт),
- Січень-квітень 1920-пілот 31-го ескадрильї (Західний фронт),
- Квітень-серпень 1920-пілот XVIII ескадрильї (Південно-Західний фронт),
- Серпень-Жовтень 1920-пілот 14-го ескадри (Південно-Західний фронт).

Після громадянської війни продовжував служити в ВПС. 
У 1923-1924 роках був льотчиком підготовки військово-повітряних сил ВПС (Москва). У серпні 1924 - січні 1925 років - пілот-інструктор Московського вищого авіаційного училища. У січні-травні 1925 року він був пілотом-інструктором Серпуховської авіаційної школи повітряної стрільби і бомбардування. У 1925-1927 роках він пілот-викладач в Академії ВПС ім. Жуковського (у листопаді 1926-Жовтень 1927-начальник управління польотного відділу ВВА). 
З 1931 року він був пілотом-випробувачем заводу No 39. Протестовані серійні літаки I-2, I-15, І-16, дослідний I-Z, ТШ-1, ТШ-2, ДІ-4, ЛР, «Сталь-MAI», БІЧ-7, БІЧ-14, ОКО-1. Він став відомим як видатний льотчик-випробувач всіх прототипних літаків конструкторських бюро Яковлєв, від АІР-1 (в 1927) до I-26 (в 1940). На випробувальних рейсах він показав виняткову майстерність, витривалість, мужність. Він встановив три світові рекорди, в тому числі перші радянські рекорди світу-діапазон і тривалість польоту - 19 липня 1927 року на AIR-1 (рейс Севастополь-Москва; 1420 км за 15 годин 30 хвилин). 
Він брав участь у великих успіхів у легких літаків в 1927, 1930, 1935, 1936 роках 
Юліан Піонтковський загинув 27 квітня 1940 року під час тестування винищувача I-26 (прототип майбутнього Як-1). 
Похований у Москві на Новодівочому цвинтарі. 
Його син Юрій Юліанович (1928-1938). 

## Зовнішні посилання
- testpilot.ru
- partner-avia.ru